# Tachina expleta
Tachina expleta är en tvåvingeart som beskrevs av Walker 1853. Tachina expleta ingår i släktet Tachina och familjen parasitflugor. Inga underarter finns listade i Catalogue of Life.